# 10079 Меньє
10079 Меньє (10079 Meunier) — астероїд головного поясу, відкритий 2 грудня 1989 року.
Тіссеранів параметр щодо Юпітера — 3,348.